# Retovje
Retovje je skupina izvirov Velike Ljubljanice, ki se nahaja na koncu istoimenske zatrepne doline v bližini naselja Verd pri Vrhniki. To so:
- izvir Pod Orehom
- izvir Pod skalo, tudi Pod steno
- Veliko in Malo okence (najmočnejša izvira)

Kraški izviri in sifoni so bili v Retovju prvič raziskani leta 1939 (brata Kuščer). Veliko okence je raziskano v dolžini 270 m in globino 25 m, Malo okence pa do 305 m dolžine in 45 m globine. Po slabem kilometru toka se Velika Ljubljanica združi z Malo Ljubljanico, od sotočja dalje se reka imenuje z enim imenom.  
V Retovju se nahaja priljubljeno plezališče, ki s svojo previsno steno privablja veliko obiskovalcev - športnih plezalcev. Dobra razčlenjenost stene omogoča številne plezalne smeri, zaradi senčne lege pa je največ plezalcev mogoče opaziti od pomladi do jeseni.
Do Retovja pridemo tako, da avtocesto Ljubljana – Koper zapustimo na izvozu Vrhnika in se peljemo po stari cesti skozi mesto v smeri Logatca. Na semaforju pri osnovni šoli zavijemo levo nato pa zavijemo desno v ulico "Pot v Močilnik". Kmalu pridemo do zaselka Mirke, kjer na križišču zavijemo levo in nadaljujemo do konca asfalta, kjer se na levi strani nahaja manjše makedamsko parkirišče. Od tam vodi v Retovje lepa sprehajalna pot.